# Leslie Chasemore Hollis
Sir Leslie Chasemore Hollis, britanski general, * 1897, † 1963.